# وون این چول
وون این چول (انگلیسی: Won In-choul؛ زادهٔ ۱ ژانویهٔ ۱۹۶۱) فرمانده نظامی اهل کره جنوبی است، که در فاصله سال‌های ۲۰۲۰ تا ۲۰۲۲ به‌عنوان چهل و دومین رئیس ستاد مشترک جمهوری کره فعالیت می‌کرد.